# 에우리노메

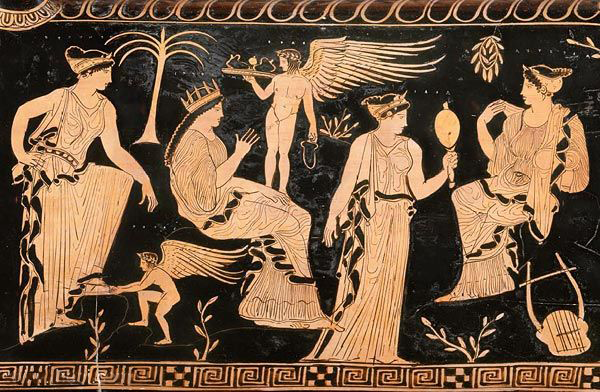

에우리노메(Εὐρυνόμη, Eurynome)는 그리스 신화의 여신, 혹은 여성이다.
- 오케아노스의 딸
- 페넬로페의 유모

외 몇 사람이 알려져 있다. 이하에 설명한다.

## 오케아노스의 딸
이 에우리노메는 오케아노스와 테티스의 딸로, 제우스와의 사이에 카리테스, 또 일설에 하신 아소포스를 낳았다.
아폴로니오스 로디오스에 의하면 에우리노메는 사신 오피온의 아내로, 올림포스의 최초의 지배자였다. 그러나 오피온이 크로노스와의 힘겨루기에 졌을 때, 오피온과 에우리노메는 크로노스와 레어에 왕권을 양보해, 바다 속에 자취를 감추었다고 한다. 그 후 에우리노메는 헤라가 헤파이스토스를 바다에 내던졌을 때, 테티스와 함께 헤파이스토스를 숨겨두었다. 아르카디아의 피가리아에는 에우리노메의 성역이 있어, 일 년에 한 번 있는 제례 때만 닫히던 성역은 사람들에게 해방되었다. 성역에는 에우리노메의 신상이 있어, 상반신은 여성, 하반신은 물고기의 모습을 하고 있어, 돈의 쇠사슬로 속박되고 있었다고 한다.
영국의 시인 로버트 그레이브스는 독자적으로 재구축한 원 그리스의 창조신 이야기를 「페라스고이인의 창세신화」로서 소개했는데, 그곳에서는 에우리노메는 창조신으로 되어 있다. 카오스의 안에 최초로 알몸으로 존재한 에우리노메는, 하늘과 바다를 분리하고 나서 물결 안에서 춤추어, 그 움직임으로부터 북풍을 발생시켰다. 계속되어 북풍을 양손으로 잡아 격렬하게 비비어 늘리고 오피온을 낳아, 그 후도 몸을 녹이기 위해 계속 춤추었지만, 욕정한 오피온과 사귀어 몸 깃들여, 비둘기로 모습을 바꾸어 물결 위에 우주알을 낳았다. 알은 부화해 태양·달·수성·금성·화성·목성·토성을 비롯한 무수한 별들과 아름다운 자연과 생물들로 가득 찬 대지가 태어나 2명은 오룰포스산으로 옮겼다. 그러나 알을 부화시켜 자만심 한 오피온이, 자신이 우주의 창조자라고 주장했으므로 에우리노메는 오피온을 밟아 송곳니를 차 지하 깊은 동굴에 추방했다. 그 후, 태양과 달, 및 5개의 행성에 신비의 힘을 낳아 주고 광명을 맡는 태양에 테이아와 히페리온을, 매혹을 맡는 달에 포이베와 아틀라스를, 지혜를 맡는 수성에 메티스와 코이오스를, 사랑을 맡는 금성에 테티스와 오케아노스를, 생장을 맡는 화성에 디오네와 크리오스를, 규칙을 맡는 목성에 테미스와 에우리메돈을 배치해, 평화를 맡는 토성에 크로노스와 레어를 배치한다는 상태로, 남녀의 거인인 티탄과 티타니아를 각각의 행성에 배치했다. 그 후, 아르카디아의 흙으로부터 최초의 인간인 페라스고스가 태어났다.

## 페이네로페이의 유모
이 에우리노메는 페넬로페의 유모이다. 페넬로페가 오디세우스와 결혼했을 때, 페넬로페에 따라서 이타키섬에 오고, 에우리크레이아와 함께 오듀세우스의 관의 가정부두를 맡았다. 에우리노메는 옛부터 오디세우스를 시중드는 사람들과 같이, 페넬로페의 구혼자들에게 좋은 감정을 가지지 않고, 시종 페넬로페와 오듀세우스에 충실히 시중들었다.

## 그 외의 에우리노메
- 페르시아 왕 오르카모스의 아내로, 레우코트에이의 어머니[9].
- 일설에 테게아의 왕 아레오스의 아이 류크르고스의 아내[10].
- 뉴소스의 딸로, 일설에 포세이돈과의 사이에 벨레로폰을 낳았다[11].
- 이피트스의 딸로, 아르고스 왕 타라오스의 아내로, 아드라스트스의 어머니[12].

## 같이 보기
- 에우리노메 (소행성)

## 참고 문헌
- 아포로드로스 「그리스 신화」고우즈 하루시게 역, 이와나미 문고 (1953년)
- 파우사니아스 「그리스기」이이오 도시사람 역, 용계서사(1991년)
- 헤시오도스 「신통기」히로카와 요이치 역, 이와나미 문고(1984년)
- 호메로스 「이리아스 (하)」마츠다이라 치아키 역, 이와나미 문고(1992년)
- 호메로스 「오딧세이 (하)」마츠다이라 치아키 역, 이와나미 문고(1994년)
- 고우즈 하루시게 「그리스・로마 신화 사전」, 이와나미 서점 (1960년)
- 로버트・그레이브스 「그리스 신화(우에)」타카스기 이치로 역, 키노쿠니야 서점 (1962년)